# Seznam dílů seriálu American Horror Stories
Toto je seznam dílů seriálu American Horror Stories.

## Přehled řad
| Řada | Díly | Premiéra v USA    | Premiéra v USA | Premiéra v ČR (Disney+) | Premiéra v ČR (Disney+) |
| Řada | Díly | První díl         | Poslední díl   | První díl               | Poslední díl            |
| ---- | ---- | ----------------- | -------------- | ----------------------- | ----------------------- |
| 1    | 7    | 15. července 2021 | 19. srpna 2021 | 14. června 2022         | 14. června 2022         |
| 2    | 8    | 21. července 2022 | 8. září 2022   | 31. srpna 2022          | 19. října 2022          |
| 3    | 9    | 26. října 2023    | 15. října 2024 | 29. listopadu 2023      | 30. října 2024          |

## Seznam dílů

### První řada (2021)
| Č. v seriálu | Č. v řadě | Původní název          | Český název                | Režie           | Scénář                     | Premiéra v USA    | Premiéra v ČR (Disney+) |
| ------------ | --------- | ---------------------- | -------------------------- | --------------- | -------------------------- | ----------------- | ----------------------- |
| 1            | 1         | Rubber(wo)Man Part One | Gumová postava, část první | Loni Peristere  | Ryan Murphy a Brad Falchuk | 15. července 2021 | 14. června 2022         |
| 2            | 2         | Rubber(wo)Man Part Two | Gumová postava, část druhá | Loni Peristere  | Brad Falchuk               | 15. července 2021 | 14. června 2022         |
| 3            | 3         | Drive In               | Průjezd                    | Eduardo Sánchez | Manny Coto                 | 22. července 2021 | 14. června 2022         |
| 4            | 4         | The Naughty List       | Seznam nezbedníků          | Max Winkler     | Manny Coto                 | 29. července 2021 | 14. června 2022         |
| 5            | 5         | BA'AL                  | BA'AL                      | Sanaa Hamri     | Ali Adler a Manny Coto     | 5. srpna 2021     | 14. června 2022         |
| 6            | 6         | Feral                  | Divoké nebezpečí           | Manny Coto      | Manny Coto                 | 12. srpna 2021    | 14. června 2022         |
| 7            | 7         | Game Over              | Game Over                  | Liz Friedlander | Ryan Murphy a Brad Falchuk | 19. srpna 2021    | 14. června 2022         |

### Druhá řada (2022)
| Č. v seriálu | Č. v řadě | Původní název | Český název         | Režie                  | Scénář           | Premiéra v USA    | Premiéra v ČR (Disney+) |
| ------------ | --------- | ------------- | ------------------- | ---------------------- | ---------------- | ----------------- | ----------------------- |
| 8            | 1         | Dollhouse     | Domeček pro panenky | Loni Peristere         | Manny Coto       | 21. července 2022 | 31. srpna 2022          |
| 9            | 2         | Aura          | Aura                | Max Winkler            | Manny Coto       | 28. července 2022 | 7. září 2022            |
| 10           | 3         | Drive         | Jízda               | Yangzom Brauen         | Manny Coto       | 4. srpna 2022     | 14. září 2022           |
| 11           | 4         | Milkmaids     | Dojičky             | Alonso Alvarez-Barreda | Our Lady J       | 11. srpna 2022    | 21. září 2022           |
| 12           | 5         | Bloody Mary   | Krvavá Mary         | S.J. Main Muñoz        | Angela L. Harvey | 18. srpna 2022    | 28. září 2022           |
| 13           | 6         | Facelift      | Pro krásu cokoliv   | Marcus Stokes          | Manny Coto       | 25. srpna 2022    | 5. října 2022           |
| 14           | 7         | Necro         | Nekro               | Logan Kibens           | Crystal Liu      | 1. září 2022      | 12. října 2022          |
| 15           | 8         | Lake          | Jezero              | Tessa Blake            | Manny Coto       | 8. září 2022      | 19. října 2022          |

### Třetí řada (2023–2024)
| Č. v seriálu | Č. v řadě | Původní název           | Český název        | Režie                 | Scénář                                    | Premiéra v USA | Premiéra v ČR (Disney+) |
| ------------ | --------- | ----------------------- | ------------------ | --------------------- | ----------------------------------------- | -------------- | ----------------------- |
| 16           | 1         | Bestie                  | Nejlepší kámoš     | Max Winkler           | Joe Baken                                 | 26. října 2023 | 29. listopadu 2023      |
| 17           | 2         | Daphne                  | Daphne             | Elegance Bratton      | Brad Falchuk a Manny Coto                 | 26. října 2023 | 29. listopadu 2023      |
| 18           | 3         | Tapeworm                | Tasemnice          | Alexis Martin Woodall | Joe Baken                                 | 26. října 2023 | 29. listopadu 2023      |
| 19           | 4         | Organ                   | Orgán              | Petra Collins         | Manny Coto                                | 26. října 2023 | 29. listopadu 2023      |
| 20           | 5         | Backrooms               | Zadní místnosti    | David Gelb            | Jon Robin Baitz a Joe Baken               | 15. října 2024 | 30. října 2024          |
| 21           | 6         | Clone                   | Klon               | Max Winkler           | Ned Martel a Charlie Carver               | 15. října 2024 | 30. října 2024          |
| 22           | 7         | X                       | X                  | Matt Spicer           | Brad Falchuk, Manny Coto a Austin Elliott | 15. října 2024 | 30. října 2024          |
| 23           | 8         | Leprechaun              | Skřítek            | Alexis Martin Woodall | Joe Baken                                 | 15. října 2024 | 30. října 2024          |
| 24           | 9         | The Thing Under the Bed | Ta věc pod postelí | Courtney Hoffman      | Manny Coto                                | 15. října 2024 | 30. října 2024          |